# Trattinnickia panamensis
Trattinnickia panamensis là một loài thực vật có hoa trong họ Burseraceae. Loài này được Standl. & L.O. Williams miêu tả khoa học đầu tiên năm 1952.